# Nepal en los Juegos Olímpicos de Múnich 1972
Nepal estuvo representado en los Juegos Olímpicos de Múnich 1972 por dos deportistas masculinos que compitieron en atletismo.
El portador de la bandera en la ceremonia de apertura fue el atleta Jit Bahadur Khatri Chhetri. El equipo olímpico nepalí no obtuvo ninguna medalla en estos Juegos.